# Izba Reprezentantów (Maroko)
Izba Reprezentantów (arab. مجلس النواب) – jest to izba niższa dwuizbowego Parlamentu Królestwa Marokańskiego. Liczbę przedstawicieli określa ustawa organiczna, obecnie składa się z 395 deputowanych wybieranych na 5 letnią kadencję w powszechnych i bezpośrednich wyborach. Kadencja kończy się wraz z otwarciem sesji październikowej w piątym roku po wyborach do Izby. Ordynację wyborczą, zasady podziału na okręgi wyborcze, warunki i procedurę rozstrzygania sporów wyborczych określa ustawa organiczna. Obecnie stosuje się ordynację proporcjonalną. 305 mandatów obsadzanych jest z  lokalnych wielomandatowych okręgów wyborczych, na które podzielone jest terytorium całego kraju (obowiązuje 6% próg wyborczy). Natomiast o obsadzie reszty miejsc (60 zarezerwowanych dla kobiet i 30 dla młodych mężczyzn, przed 40 rokiem życia), decydują wybory w dodatkowym okręgu krajowym (obowiązuje 3% próg wyborczy). Każdy wyborca ma dwa głosy ,wybory są nieobowiązkowe, czynne prawo wyborcze przysługuje obywatelom Maroka w wieku co najmniej 18 lat.
Miejsca zwolnione w trakcie trwania kadencji, są obsadzanie w drodze wyborów uzupełniających. Sąd Konstytucyjny, na wniosek przewodniczącego odpowiedniej Izby, stwierdza wakat na stanowisku członka Parlamentu, zgodnie z przepisami regulaminu wewnętrznego zainteresowanej Izby oraz tymi, które określają terminy i procedurę występowania z wnioskiem do Sądu Konstytucyjnego. 
Czynne prawo wyborcze przysługuje obywatelom Maroka w wieku co najmniej 18 lat. Kandydować mogą osoby mające ukończone 23 lata i posiadające marokańskie obywatelstwo od urodzenia (wykluczeni są obywatele naturalizowani).
Ostatnie wybory odbyły się 7 października 2016 r,. Uprawnionych do głosowania było około 15,7 mln. Marokańczyków. Głosowanie odbyło się 10 raz od odzyskania niepodległości w 1956 roku. Frekwencja wyborcza wyniosła 43%, liczba kandydatów wynosiła 6992 osoby. W wyniku wyborów w Izbie Reprezentantów zasiadają reprezentanci 12 partii:
Partia Sprawiedliwość i Rozwój (PJD) – 125
Partia Autentyczność i Nowoczesność (PAM) – 102
Partia Niepodległość (PI) – 46
Narodowe Zgromadzenie Niezależnych (RNI) – 37
Ruch Popularny (MP) – 27
Socjalistyczny Związek Sił Ludowych (USFP) – 20
Unia Konstytucyjna (UC) – 19
Partia Postępu i Socjalizmu (PPS) – 12
Ruch Demokratyczno-Społeczny (MDS) – 3
Federacja Lewicy Demokratycznej (FGD) – 2
Partia Jedności i Demokracji (PUD) – 1
Partia Zielonej Lewicy (PGV) – 1
Mandat uzyskało 81 kobiet (21%) i 314 mężczyzn.
Premierem jest, mianowany przez Króla Sad ad-Din al-Usmani z partii PJD.